# Model Gas Engine Company (Kalifornien)
Model Gas Engine Company war ein US-amerikanischer Hersteller von Motoren und Automobilen aus Kalifornien.

## Unternehmensgeschichte
Das Unternehmen hatte seinen Sitz zunächst an der South Los Angeles Street 266 in Los Angeles. 1904 zog es zu North 108 in der gleichen Stadt um. Charles S. Stewart und Perry H. Greet leiteten es. Sie produzierten hauptsächlich Motoren. Zwischen 1904 und 1905 stellten sie auch einige Automobile her. Der Markenname lautete Model. 1905 wurde das Unternehmen aufgelöst.
Es sind keine Verbindungen zur Model Gas Engine Works aus Indiana, die zeitweise ebenfalls als Model Gas Engine Company firmierte, und zur Model Carriage Company aus Texas bekannt. Beide Unternehmen vermarkteten gleichfalls Personenkraftwagen als Model.

## Fahrzeuge
Die Fahrzeuge hatten selbst hergestellte Motoren.